# Marco Antonio Bologna
Marco Antonio Bologna (São Paulo, c. 1957) é um executivo brasileiro e ex-presidente do Banco Fator, ex-presidente da TAM Linhas Aéreas, e é o atual CEO da TAM S.A - uma empresa da holding LATAM Airlines Group.
É engenheiro de produção, formado pela Escola Politécnica da Universidade de São Paulo em 1978, com extensão em Serviços Financeiros pela Manchester Business School-UK.
Iniciou sua carreira no Banco Francês e Brasileiro, passando pelo American Express, Lloyd's Bank, Chase Manhattan, Banco Itamarati (vice-presidente) e Banco VR (CEO).
Em 2001, devido ao seu curriculum de executivo do mercado financeiro, foi contratado pelo comandante Rolim para o cargo de vice-presidente de finanças e gestão, e de relação com os investidores.
Em 2004 assumiu a presidência. Em 2005 abriu o capital da TAM na Bolsa de Valores de São Paulo.
Em 2007, cumprida a missão, entregou aos acionistas a maior empresa aérea da América Latina.
No dia 28 de outubro de 2007 a TAM anunciou a substituição de Bologna por David Barioni Neto na presidência da companhia.
Em 30 de abril de 2010 o Conselho de Administração da TAM S/A, holding da família Amaro que controla a companhia aérea, oficializou a escolha de Marco Antonio Bologna para ocupar o cargo de diretor-presidente da holding. Deixou a função de CEO da empresa em abril de 2016, sendo substituído por Cláudia Sender.